# Eva la Venere selvaggia
Eva la Venere selvaggia (br: Eva, a Vênus Selvagem) é um filme americano-italiano de exploitation de 1968, dirigido por Roberto Mauri, com a brasileira Esmeralda Barros no papel-título.
Foi lançado nos EUA com os títulos Kong Island e King of Kong Island, apesar de não ter nenhuma relação com King Kong e de não existir nenhuma ilha ("island", em inglês) na história

## Sinopse
Dois amigos se aventuram no Quênia tentando caçar a lendária Macaca Sagrada mas são atacados por gorilas inteligentes. Os animais são controlados por um cientista louco por meio de implantes no cérebro.
Diana, filha do dono do bar Theodore (não menciona o sobrenome) é abduzida por gorilassob o controle de Muller durante um safari. Uma equipe de resgate liderada pelo aventureiro mercenário Burt Dawson (Brad Harris) entra na selva para encontrá-la. Ao longo do caminho, seu grupo é atacado por nativos hostis e Burt é capturado. Depois que ele escapa, Burt conhece uma lendária garota das selvas branca que os nativos chamam de Macaco Sagrado (na versão em língua inglesa, ela primeiro chamada de Eve, mas mais tarde todos se referem a ela como Eva)..
Eva é uma órfã como Tarzan que cresceu sozinha na selva. Ela usa apenas uma tanga de couro e seus cabelos pretos de cintura cobrem seus seios. Ela não fala inglês, mas pode se comunicar com animais e tem um chimpanzé de estimação. Ela tem um dos braceletes de Diana e eventualmente leva Burt a uma caverna onde ela está sendo presa por Muller. Ao contrário de praticamente todos os outros filmes que caracterizam um personagem da selva, esta história se concentra em Burt e seu interesse amoroso Diana com Eva confinado a um papel de apoio marginal.